# Robert Charroux
Pour les articles homonymes, voir Charroux.

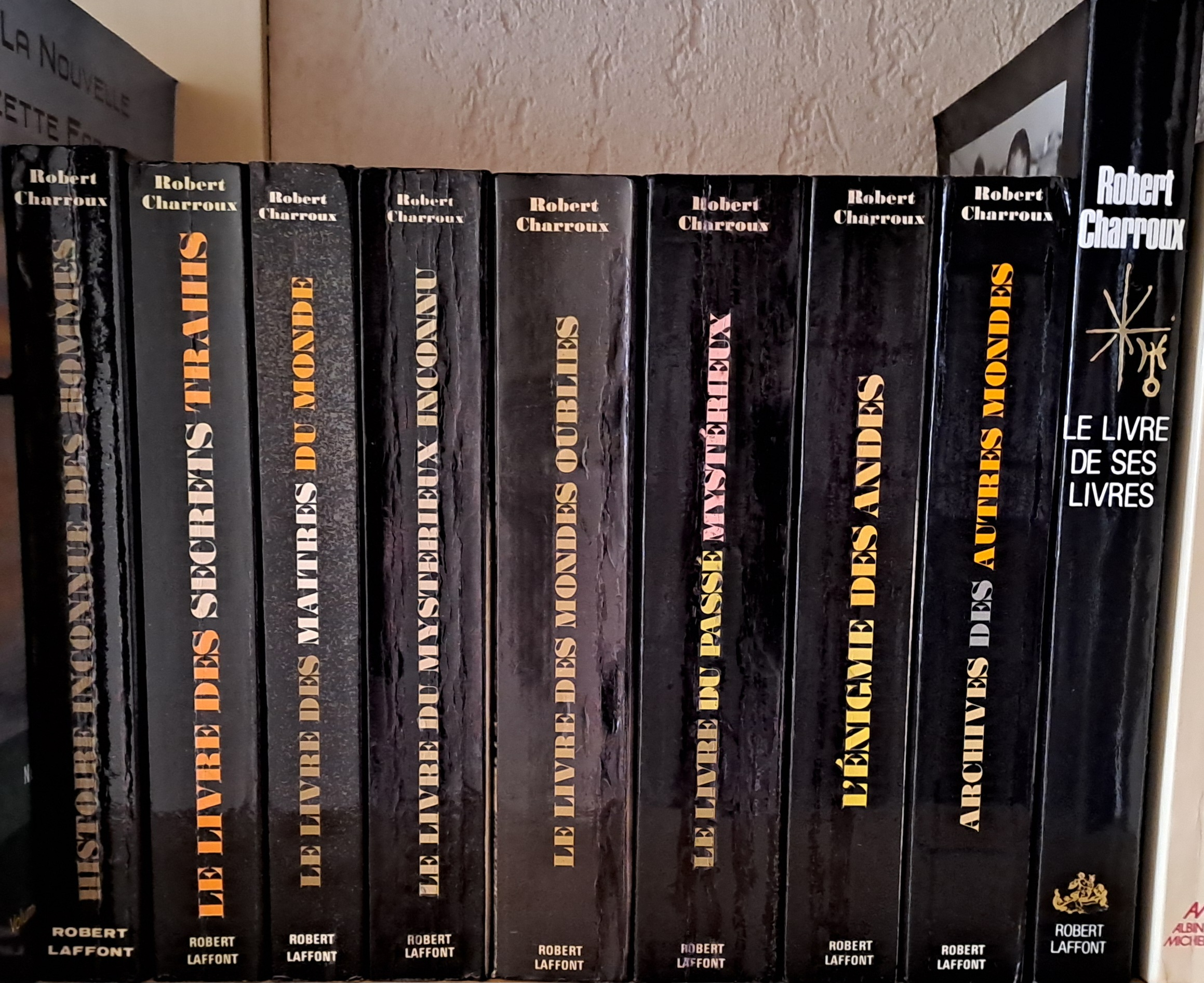
Les livres de Robert Charroux chez Robert Laffont.

Robert Grugeau, plus connu sous le nom de plume Robert Charroux, né le 7 avril 1909 à Payroux (Vienne) et mort le 24 juin 1978 à l'âge de 69 ans à Charroux (Vienne), est un journaliste, écrivain et essayiste français qui a diffusé des théories pseudo-scientifiques, pseudo-historiques et suprémacistes blanches, notamment la théorie des anciens astronautes.
Il est inhumé au cimetière de Charroux, dans le département de la Vienne, sous un menhir.

## Biographie

### Études et carrière dans l'administration postale
Robert Grugeau naît le 7 avril 1909 à la poste de Payroux, dans la Vienne, où son père était receveur. Après avoir étudié au collège de Civray, il mène de front une carrière dans l'administration des postes et une activité journalistique.

### Premières publications: romans et scénarios
Sous un premier pseudonyme, emprunté à un village de son département, Saint-Saviol, il publie entre 1942 et 1946 huit ouvrages de fiction, qualifiés de « romans alimentaires ».
Il est ensuite auteur de scénarios, notamment de science-fiction, pour la bande dessinée, activité aboutissant en 1948 à la création du personnage futuriste d'Atomas, dont il scénarise les aventures.
Son départ des PTT en 1943 est précédé par la publication, en 1942, de sa première nouvelle sous le nom de plume d'une ville du département, Charroux, qui devient son pseudonyme de prédilection à partir de 1962.

### Affectation aux Musées nationaux sous l'Occupation
Pendant l'Occupation, affecté au dépôt de Lavoûte (Haute-Loire) par les musées nationaux, il a pour mission de préparer l'évacuation des collections publiques. En octobre 1944, la direction des musées nationaux le nomme chef du dépôt au château de Verteuil (Charente), où il assure cette charge durant une année jusqu'au retour des collections dans leur lieu d'origine.

### Journaliste indépendant et photo-reporter
Après la guerre, il s'oriente vers le journalisme. Il travaille à Paris comme journaliste indépendant et collabore à Destin[réf. souhaitée], Ici Paris, Tout savoir, Noir et Blanc ou encore Miroir de l'Histoire. À partir de 1947, il devient photo-reporter. L'année suivante, il parvient à sauver de la destruction les halles de Charroux, construites au XVIe siècle, qui seront classées monument historique. Il est également à l'origine de la création de l'office du tourisme de Charroux dans les années 1950.

### Fondateur du Club international des chercheurs de trésors
Secondé par son épouse Yvette, qui fut pour lui une collaboratrice de première importance, il fonde en 1956, le Club international des chercheurs de trésors, dont il assure la présidence pendant plus de dix ans. Fort de cette initiative, il publie en 1962, chez Fayard, son premier succès de librairie, Trésors du monde enterrés, emmurés, engloutis, qui recense plus de 250 trésors.

### Intérêt pour la préhistoire
Robert Charroux est l'inventeur d'une grotte aux alentours de Charroux en 1961. Afin de valoriser les découvertes préhistoriques de sa région, le Poitou, il inaugure en mai 1961 le premier tronçon de la « route préhistorique », une route touristique consacrée aux sites préhistoriques entre Le Grand-Pressigny et Les Eyzies et fonde un club archéologique pour les jeunes.
Le 14 septembre 1962, il lance dans La Nouvelle République du Centre-Ouest un manifeste à l'adresse de l'Unesco, du président de la République française et du ministre des Beaux-Arts afin de dénoncer le manque d'intérêt de la communauté scientifique pour cet héritage. Parmi les affaires qu'il suit dans ce domaine, celle de Glozel — où apparurent en 1924 de prétendus vestiges d'une civilisation préhistorique, dont la datation fut réfutée par la communauté scientifique — est pour lui exemplaire : il y voit la non-reconnaissance par les archéologues d'une découverte qu'ils n'ont pas faite eux-mêmes.
Dans les années 1960 et 1970, il se présente tout à la fois comme champion d'athlétisme (il a pratiqué le 400 m dans sa jeunesse), plongeur sous-marin dès 1930, chercheur de trésors, globe-trotter, journaliste, archéologue, producteur à la RTF du Club de l'Insolite. Ses voyages « dans les pays des plus anciennes civilisations » lui inspirent de nouveaux scénarios : des documents et messages millénaires, découverts par lui seul, révèlent, selon lui, une « vérité historique fantastique, cachée à l'humanité par la science officielle »[source insuffisante].

### Théorie des anciens astronautes
De 1963 à 1977, il publie, jusqu'à sa mort, une série d'essais littéraires aux éditions Robert Laffont, hors collection, développant la théorie des anciens astronautes. Le premier, Histoire inconnue des hommes depuis cent mille ans (1963), est un épais pavé exploitant l'esprit du Matin des Magiciens (1960) de Louis Pauwels et Jacques Bergier, ouvrage précurseur marquant le début du phénomène littéraire appelé  « réalisme fantastique ». Suivent Le Livre des secrets trahis (1965), Le Livre des maîtres du monde (1967), Le Livre du mystérieux inconnu (1969), Le livre des mondes oubliés (1971), Le livre du passé mystérieux (1973), L'Énigme des Andes (1974) et Archives des autres mondes (1977). Traduits de son vivant en anglais, en espagnol et en italien, ces ouvrages d'archéologie « fantastique » le font connaître auprès des « archéologues autodidactes ».
Selon l'historien Philippe Chassaigne, le succès et la crédibilité de Robert Charroux, dans la France encore fortement rurale des années 1960, viendraient de son côté terrien et de sa revendication d'une certaine ruralité.

### Mort
Il meurt de fatigue le 24 juin 1978 à Charroux, au retour d'un de ses voyages de recherche, qu'il finançait lui-même. Quelques jours auparavant, il s'était fait livrer un menhir sous lequel il voulait être enterré. La pierre se dresse dans le cimetière communal.
Son dernier ouvrage, Le Livre de ses Livres, recueil de ses essais littéraires, sera publié à titre posthume.

## Théories et controverses

### Thèmes
Chacun des ouvrages de Charroux se divise en plusieurs thèmes récurrents rédigés en courts chapitres indépendants. Ce style d'écriture fut un atout supplémentaire dans le succès de l'auteur.
Cette méthode d'explication de phénomènes à travers l'approche protochronique ou anachronique interprète traces, témoignages et artefacts du passé comme des preuves de techniques avancées, à l'image des « vingt-quatre paratonnerres installés sur le Temple de Salomon » ou de la carte maritime de Piri Reis, présentée comme étant une compilation de cartes grecques vieilles de treize siècles sur laquelle sont figurés les contours des côtes d'Amérique.[source insuffisante]
Les thèmes récurrents de l'œuvre de Robert Charroux reposent sur le néo-évhémérisme, néologisme désignant la théorie pseudo-scientifique des anciens astronautes : selon celle-ci, la civilisation aurait été apportée à l'humanité par des extraterrestres, ce dont témoigneraient les nombreux récits religieux mettant en scène des êtres célestes à travers le monde. Ces théories ont été unanimement rejetées par la communauté scientifique, et notamment par l'archéologue Jean-Pierre Adam, qui accuse Charroux d'« imposture ».

### Glozel
Robert Charroux évoque dès son premier essai littéraire, Histoire inconnue des hommes depuis cent mille ans (1963), la prétendue découverte archéologique de Glozel. Il en soutient l'authenticité dans le chapitre Les Ancêtres supérieurs. Il suggère sans preuves que les autochtones primitifs de Glozel, qu'il présente comme avancés, auraient pu être les contemporains de la civilisation andine de Tiahuanaco, qu'il fait erronément remonter à au moins 10 000 ans (le site date en réalité des IIe – Ier siècles av. J.-C.).

### Baavi et Ummo
Dans Le Livre des secrets trahis (1965), Robert Charroux se fait le véhicule de certains mythes ufologiques — comme les planètes Baavi (dite aussi Baal) et Ummo. En 1964, il rapporte avoir reçu de Baavi, planète présentée comme étant en orbite autour de Proxima Centauri, diverses lettres qui en décrivent la civilisation, la langue, les systèmes de mesure, et contiennent même divers concepts d'astronomie, de physique et de chimie.

### Pierres d'Ica
En avril 1973, Robert Charroux visite la « bibliothèque primhistorique » d'Ica au Pérou et soutient l'authenticité des pierres d'Ica. Selon lui, les « livres » de pierre révèlent des gravures d'hommes examinant des objets à la « loupe » ou le ciel à la « longue-vue », une mappemonde où sont figurées le continent de Mu et l'Atlantide, deux hommes attaquant un dinosaure et même une greffe du cœur représentée en quatorze « images ».
Selon Henri Broch, les pierres d'Ica relèvent en fait d'une mystification. Leurs créateurs sont des indiens d'Ocucaje (région d'Ica) et d'anciens élèves de l'école des Beaux-Arts de Lima, qui travaillaient sur des galets de rivière et s'inspiraient des décors de pierres authentiques d'une nécropole de la culture Paracas (début de notre ère). Ces galets sont écoulés auprès de touristes et d'archéomanes.

### Suprémacisme blanc
L'archéologue Jean-Loïc Le Quellec souligne que la croyance de Robert Charroux en la théorie des anciens astronautes se double d'une position suprémaciste blanche. Selon Charroux, seuls les Blancs (les « Aryens »), qu'il considère comme étant originaires d'un territoire septentrional appelé « Hyperborée », auraient fait l'objet de métissages avec les anciens extraterrestres, ce qui leur aurait conféré un patrimoine génétique supérieur. Leur devoir est dès lors de « garder le sang pur » en ne commettant pas d'« unions dégradantes » avec des « races bestiales » : il cite en contre-exemple les Juifs, dont il affirme qu'ils étaient autrefois de « purs Aryens », mais qu'ils auraient causé leur propre déchéance en se mélangeant à d'autres peuples (ce qu'il caractérise comme un « péché »). Ceci conduit Charroux à écrire que « le péché est de n'être pas raciste » et à tenir Alfred Rosenberg, idéologue du nazisme, pour un « homme de talent ».

## Auteurs s'inspirant de Robert Charroux

### Erich Von Däniken
L'opinion de l'éventuelle origine extraterrestre des civilisations disparues inspire en 1968 l'écrivain suisse Erich von Däniken qui publie en langue allemande cette théorie. Le catalogue des prétendues « preuves » du passage des extraterrestres sur Terre dans les temps anciens est à peu près le même que celui mis en avant par Robert Charroux : merveilles architecturales échappant selon lui aux moyens techniques des civilisations auxquelles elles sont attribuées, gravures ou sculptures d'objets volants ou de cosmonautes en scaphandre, textes anciens relus selon ce prisme idéologique,.

### Hergé
Hergé, qui a lu Le Livre des secrets trahis, s'inspire de l'idée que les civilisations disparues puissent être d'origine extraterrestre pour concevoir Vol 714 pour Sydney (1968) au sein des Aventures de Tintin.

## Œuvre

### Articles
- Malkovsky, Paris-spectacles, nov.-déc. 1937.
- Anne Gardon, La Danse, 1946.
- Maha Chohan…, Destin, no 111, mars 1948.
- L'Ébouriffante Histoire du « curé aux milliards », Tout savoir, no 63, août 1958.
- Le Curé mécène, Noir et Blanc, 1960.
- Vénus-Terre, il y a 20 000 ans, par fusée interplanétaire, Noir et Blanc no 906, 13 juillet 1962.
- La chasse aux milliards est ouverte : on va sortir les trésors de leurs cachettes, Noir et Blanc, août/septembre 1962.
- Des trésors dans des souterrains, Historia, no 190, septembre 1962.
- Révélations sur l'enfance de Staline, Miroir de l'Histoire, no 166, p. 404-412, 1963.
- Le Président du Club des chercheurs de trésors vous parle…, Plaisir de France, no 298, 1963.
- Toute l'histoire du monde sur des pierres gravées, NostraMagazine, no 300 spécial, janvier 1978.

### Nouvelles
- La Chanson dans la nuit, Éditions A.B.C., 1942
- L'Ile des mers du Sud, Éditions A.B.C., 1942
- La Cité du fond des mers, Éditions A.B.C., 1944
- La Déesse de l'île aux Seringas, Éditions Mazarine, 1944
- Le livre qui tue..., Éditions S.A.G.E., 1945
- Equation à onze inconnues, Éditions A.B.C., 1946

### Romans
- La fille qui jouait avec le feu, Éditions Sceaux, 1946
- La Voyageuse du train bleu, Éditions Sceaux, 1946
- L'Homme et la Chimère, Éditions Crét, 1946
- La Dame blanche, Les publications Georges Ventillard, 1948

### Roman feuilleton
- L'Île volante du Professeur Barthélémy, Mon journal, Éditions Mon Journal.

### Scénarios
- Rendez-vous sur Mars dans 51 jours, Éditions Mon journal, 1946
- Rendez-vous sur Mars, Phobos la mystérieuse, 2e épisode, Éditions Mon journal, 1947
- Rendez-vous sur Mars, Le Maître de l'Atome, 3e épisode, Éditions Mon journal, 1947
- Tao, l'homme fauve, Jeudi magazine, no 74 à no 98, 1947 1948.
- Atomas, Mon journal, no 70 à no 86, Éditions Mon journal. 1948.

### Illustrations
- La voyageuse du train bleu, id "Romans".
- L'homme et la chimère, id "Romans.

### Photos
- Miss Dora, le confort avant tout, Pin-up no 26.
- La Fille perpendiculaire, initiation au Schadisme, Jean-Albert Foex, éditions de la Rose Rouge, 1949.
- Le Livre des mondes oubliés, 39 photographies, éd. Robert Laffont, 1971.
- Le Livre du passé mystérieux, 40 photographies, éd. Robert Laffont, 1973.
- L'Énigme des Andes, 50 photographies, éd. Robert Laffont, 1974.
- Archive des autres mondes, document de couverture et 28 photographies, éd. Robert Laffont, 1977.

### Études
- Trésors du monde enterrés, emmurés, engloutis, Editions Fayard, 1962 et Éditions J'ai lu, n° A190, coll. « L'Aventure mystérieuse ».
- Le Fabuleux trésor de La Buse..., 1963
- Trésors du monde, trésors de France, trésors de Paris, enterrés, emmurés, engloutis, Éditions Fayard, 1972[32].

### Essais
- Histoire inconnue des hommes depuis cent mille ans, ed. Robert Laffont, 1963 et J'ai lu, n° A372, coll. L'Aventure mystérieuse.
- Le Livre des secrets trahis, Éditions Robert Laffont, 1965 et Éditions J'ai lu, n° A378, coll. L'Aventure mystérieuse.
- Le Livre des maîtres du monde, Éditions Robert Laffont, 1967 et Éditions J'ai lu, n° A382, coll. L'Aventure mystérieuse.
- Le Livre du mystérieux inconnu, Éditions Robert Laffont, 1969 et Éditions J'ai lu, n° A386, coll. L'Aventure mystérieuse.
- Le Livre des mondes oubliés, Éditions Robert Laffont, 1971 et Éditions J'ai lu, n° A393, coll. L'Aventure mystérieuse.
- Le Livre du passé mystérieux, Éditions Robert Laffont, 1973 et Éditions J'ai lu, n° A398, coll. L'Aventure mystérieuse.
- L’Énigme des Andes, Éditions Robert Laffont, 1974 et Éditions J'ai lu, n° A399, coll. L'Aventure mystérieuse.
- Archives des autres mondes, Éditions Robert Laffont, 1977.

### Préface
- Brûleriez-vous Sylf ?, in Christia Sylf, Kobor Tigan't, chronique des géants, Éditions Robert Laffont, collection « Les portes de l'étrange », 1969.

### Posthume
- Le Livre de ses Livres, Éditions Robert Laffont, 1985 (préface de Francis Mazière)

## Radiophonie
- France Inter Le Club des Chercheurs de Trésors Le Trésor du curé aux milliards, interview de Noel Corbu, juillet 1962.

## Filmographie
- Les Extra-terrestres dans l'archéologie et la préhistoire. Réalisation Harald Reinl. 197?, courte apparition relative aux Pierres d'Ica.
- Le Film du Mystérieux Écrivain-Aventurier. Images de Robert Charroux sur ses textes, 2009, 1 h 06.
- Robert Charroux apparaît (59′12″) dans le film Botschaft der Götter d'Erich von Däniken (1976), au sujet des Pierres d'Ica.
- Vidéo (visible sur Youtube) composée de trois extraits de films provenant des archives de l'INA : Le Poitou mystérieux : Charroux (novembre 1969) ; Robert Charroux et le trésor des Templiers (janvier 1973) ; Charroux, un trésor caché dedans (janvier 1976).